# Mythos (brasserie)
 (mai 2021).
Si vous disposez d'ouvrages ou d'articles de référence ou si vous connaissez des sites web de qualité traitant du thème abordé ici, merci de compléter l'article en donnant les références utiles à sa vérifiabilité et en les liant à la section « Notes et références ».
Pour les articles homonymes, voir Mythos.
La brasserie Mythos (en grec moderne : Η Μύθος Ζυθοποιία), basée à Thessalonique, est la seconde brasserie de Grèce. Elle produit la bière du même nom, d'autres marques, et importe aussi des bières étrangères dans le pays. C'est une filiale du groupe Carlsberg depuis 2008.

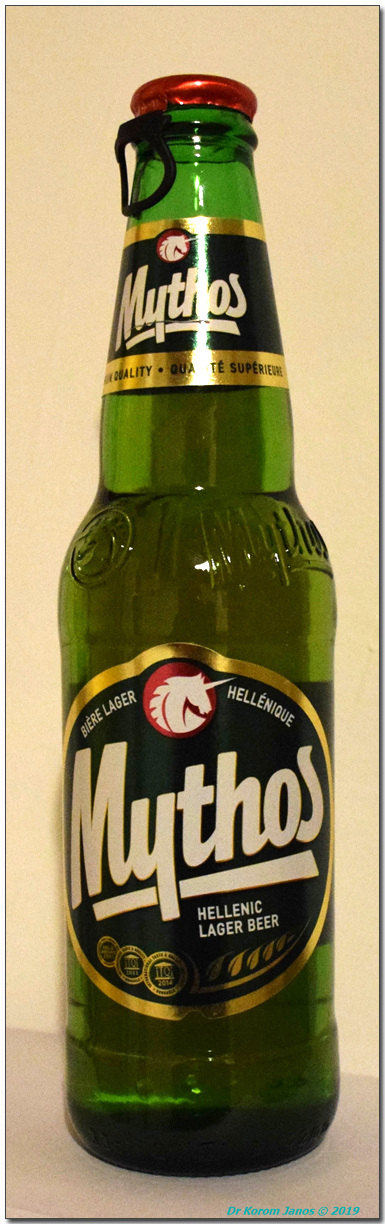

## Histoire
La compagnie est issue d'Henninger Hellas S.A., producteur et distributeur grec de la bière allemande Henninger, fondé en 1970. En 1992, le groupe grec Boutari racheta Henninger Hellas S.A., qui fut renommé Northern Greece Brewery Ltd. : sa stratégie était d'en faire une brasserie véritablement grecque. Dans ce cadre, elle lança en 1997 la bière Mythos, dont le succès l'incita à prendre en 2001 le nom de Brasserie Mythos. En 2004 le groupe britannique Scottish & Newcastle devint son actionnaire majoritaire. Après le rachat de Scottish & Newcastle par le groupe Carlsberg en janvier 2008, Mythos devrait rester dans le portefeuille de marques de celui-ci. 

## La bière Mythos
Mythos est une lager proche d'une pils lancée en 1997. Disponible en bouteilles ou canettes de 330 et 500 ml, elle est de couleur paille et titre 5 % d'alcool. Elle a reçu le prix « 2001 Interbeer International Beer & Whiskey Competition ».
Mythos est embouteillée en Grèce et distribuée dans tout le pays. Elle est exportée dans de nombreux pays d'Europe, ainsi qu'aux États-Unis, au Canada et en Australie.

## Autres marques
Outre la bière Mythos, la brasserie Mythos produit et distribue en Grèce les bières « allemandes » Henninger (lager) et Kaiser (pilsener).
Elle importe et distribue les bières Carlsberg (Danemark, produite en Serbie), Guinness et Kilkenny (Irlande), Kronenbourg 1664 et Grimbergen.

## Sources
- (en) Cet article est partiellement ou en totalité issu de l’article de Wikipédia en anglais intitulé « Mythos Brewery » (voir la liste des auteurs).